# 大川入山
大川入山（おおかわいりやま）は、長野県下伊那郡阿智村と平谷村にまたがる木曽山脈（中央アルプス）最南端にある標高1,908 mの山である。矢作川水系および天竜川水系和知野川の支流の大川入川の源流となる山である。

## 概要
三州街道からは大きな山容を望むことができる。山頂部は見晴らしが良く、御嶽山、北アルプス、中央アルプス、八ヶ岳、伊那谷、南アルプスなどの眺望がよい。また、三河方面の山並みや名古屋市をはじめとした濃尾平野、鈴鹿山脈も望める。さらに条件が良ければ、浜松市のアクトシティ浜松や遠州灘も見ることができる。
山頂部は矢作川流域で唯一亜高山帯に属している。山頂部の南側と西側は原生林が伐採され、その後生育したクマザサに覆われた笹原で、コメツガとトウヒなどが分布する亜高山帯針葉樹林。山名の「入」は谷の奥、山寄りを意味する。山域は中央アルプス国定公園（もと長野県の中央アルプス県立自然公園）の指定区域に含まれない。
以前はあまり知られていない山であったが、地元自治体によりササヤブ刈りなどの登山道が整備され、東海地方からの登山者が増えている。麓の治部坂ではリゾート開発が行われ、スキー場、温泉施設、別荘地、観光センター、大駐車場などがある。信州百名山のひとつに選定されている。

## 登山
大川入山は登山対象とされている山で、1970年ごろに治部坂とあららぎ高原スキー場の2方向からの登山道が開設された。治部坂峠のコースの方が多く利用されている。春先まで残雪があり、登山適期は5－11月。山頂からは南アルプスの上河内岳と茶臼岳との間の稜線越しに富士山の山頂部をわずかに望むことができる。

### 治部坂からのコース
経路：治部坂 - 横岳（標高1,574 m） - 標高点1,616 m - ブナ林 四等三角点（点名「もみじ平」、標高1,683.00 m） - コル - 大川入山
横岳山頂には、三等三角点（点名が「横岳」、標高1574.02 m）とベンチが設置されていて、針葉樹林の中で展望がない。横岳付近から大川入山までは阿智村（旧浪合村）と平谷村との境界の尾根に沿ったルートであり、横岳の先の標高1,600 mほどの地点にはベンチが設置されていて、中央アルプスや南アルプスなどの展望が優れる。中間の行程は緩やかな上り坂で、序盤と終盤は急な上り坂である。登山道ではイワウチワ、ショウジョウバカマ、ツルリンドウ、マイヅルソウなどの花が見られる。

### あららぎ高原スキー場からのコース
経路：あららぎ高原スキー場 - 標高点1,724 m - 大川入山北方稜線合流点 - 大川入山
尾根に沿った登山道には、コメツガ、トウヒ、モミ、ダケカンバ、ナナカマド、ドウダンツツジなどの植物が分布している。

### 山頂部からの眺望

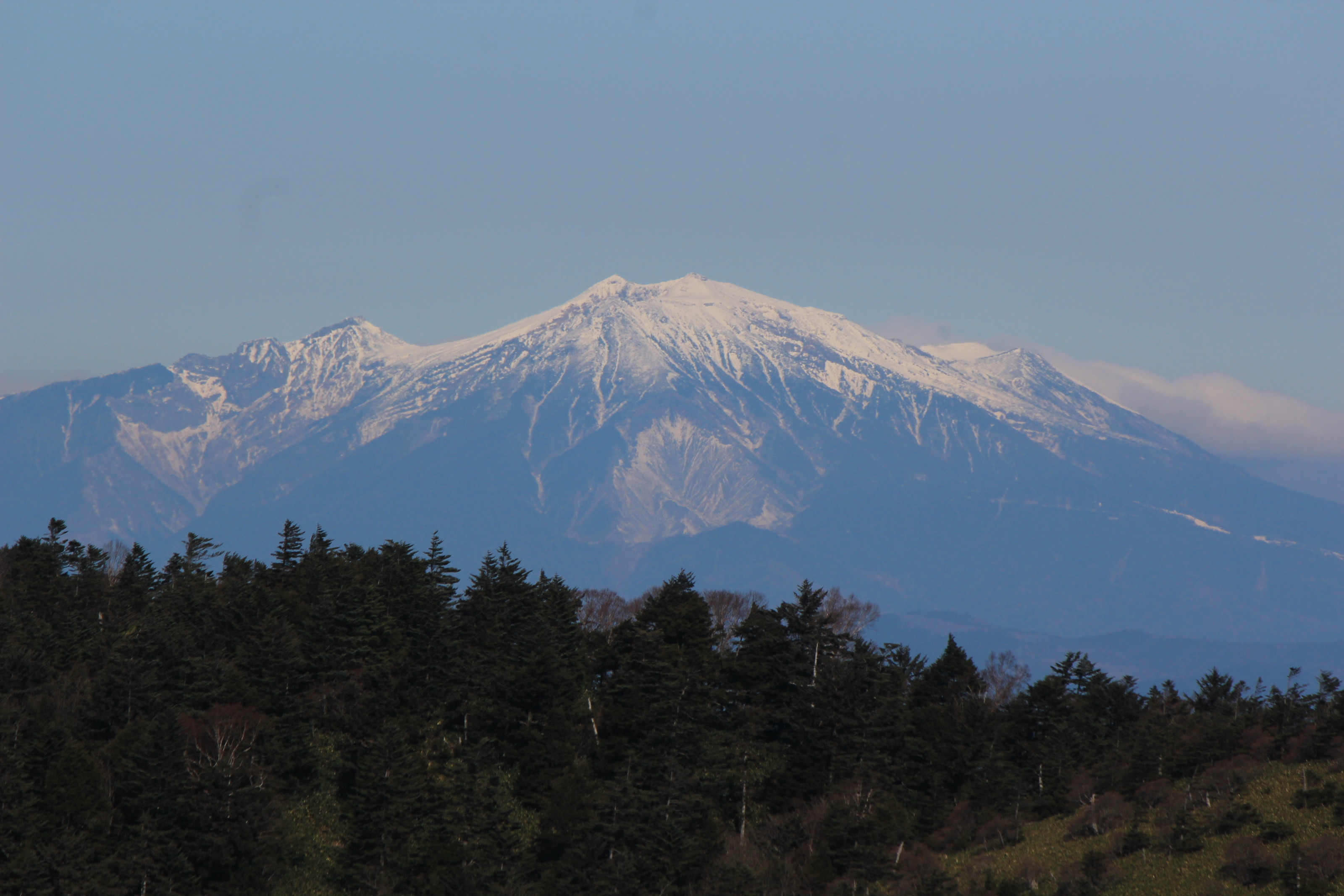
御嶽山
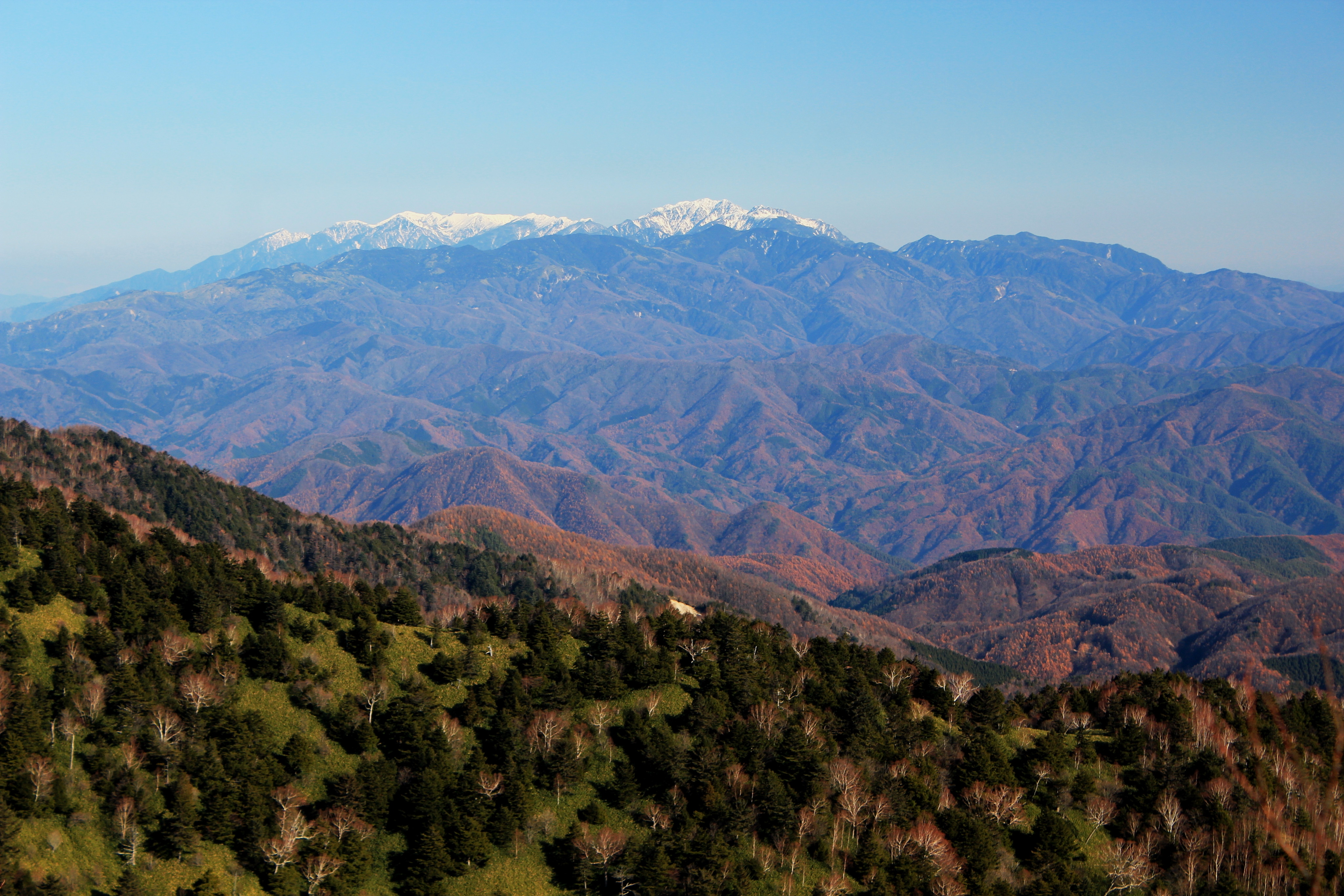
木曽山脈（中央アルプス）
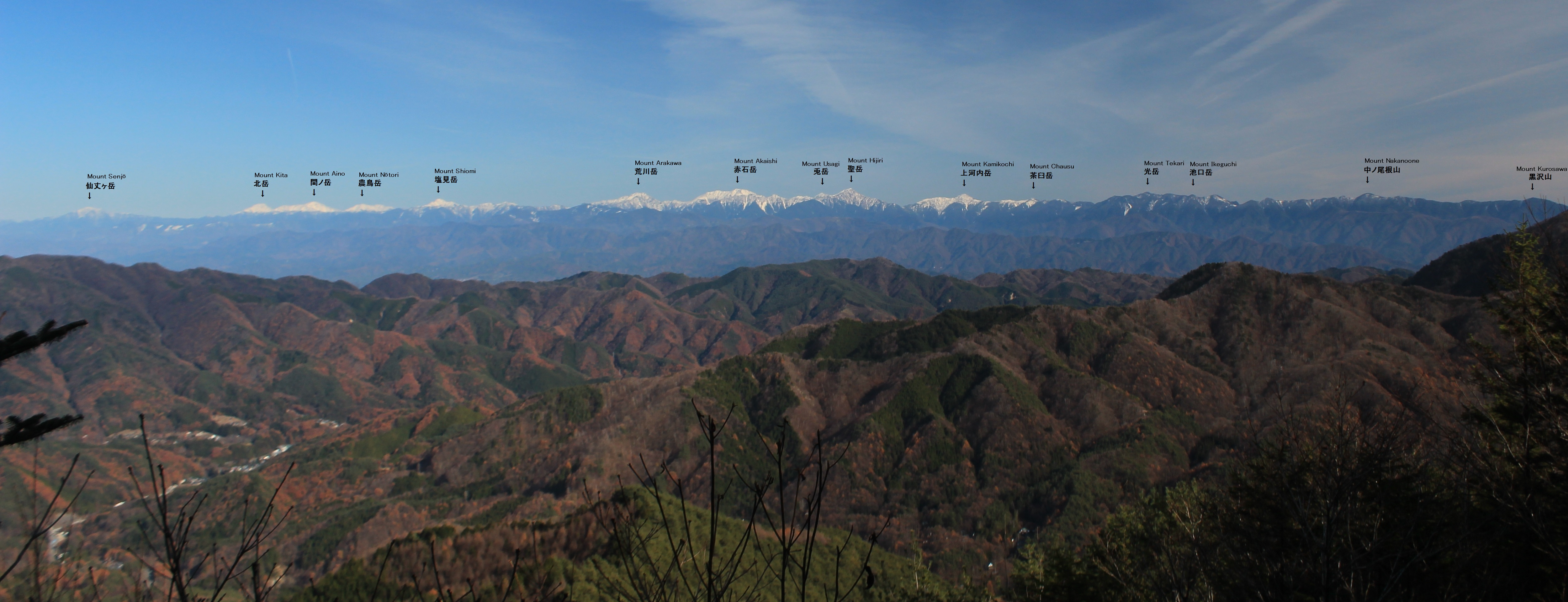
赤石山脈（南アルプス）
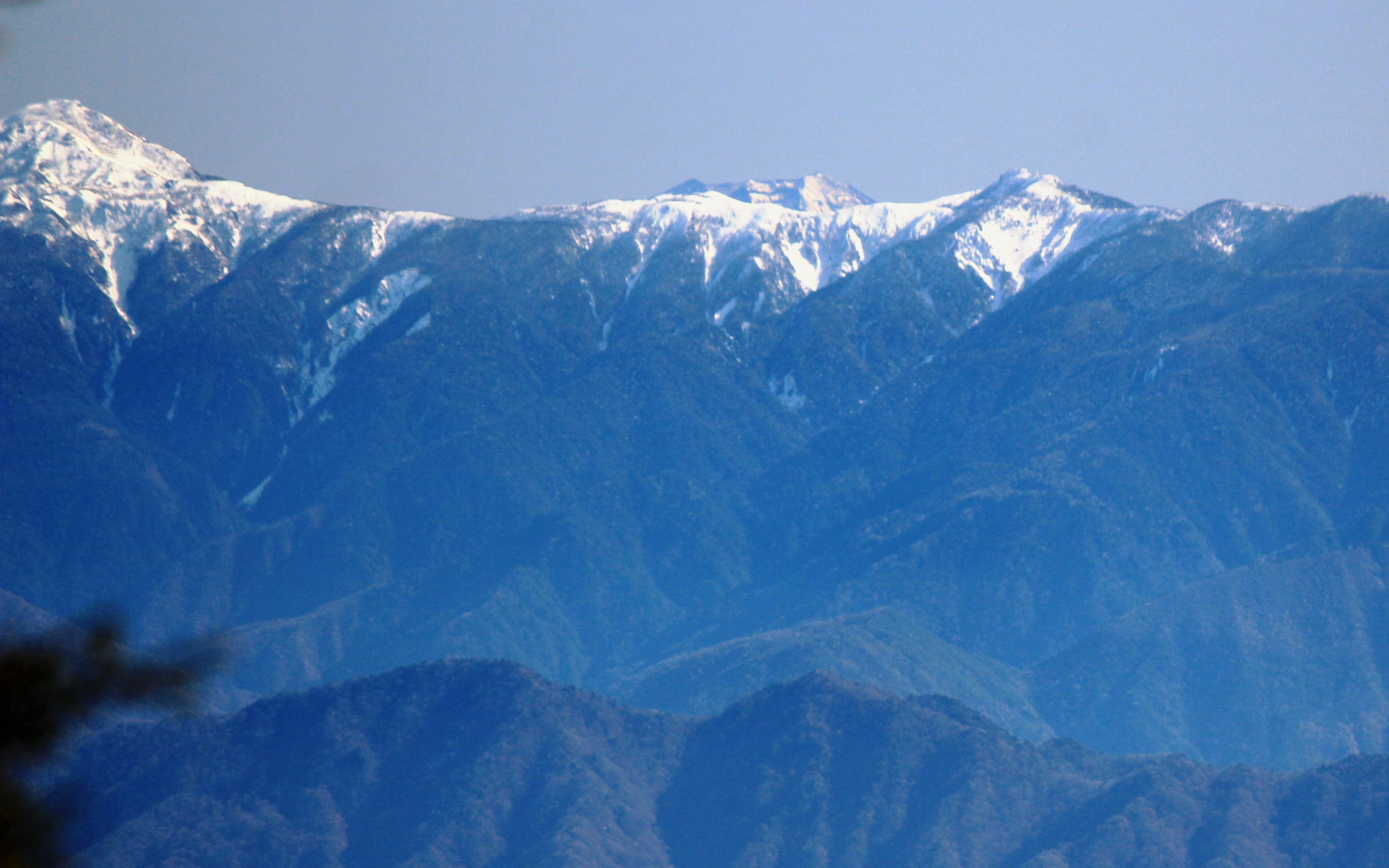
南アルプスの上河内岳と茶臼岳との間の稜線越しに富士山の山頂部

## 地理
木曽山脈（中央アルプス）最南端に位置し、恵那山群の一峰で、恵那山から南東に延びる稜線上にある。

### 周辺の山

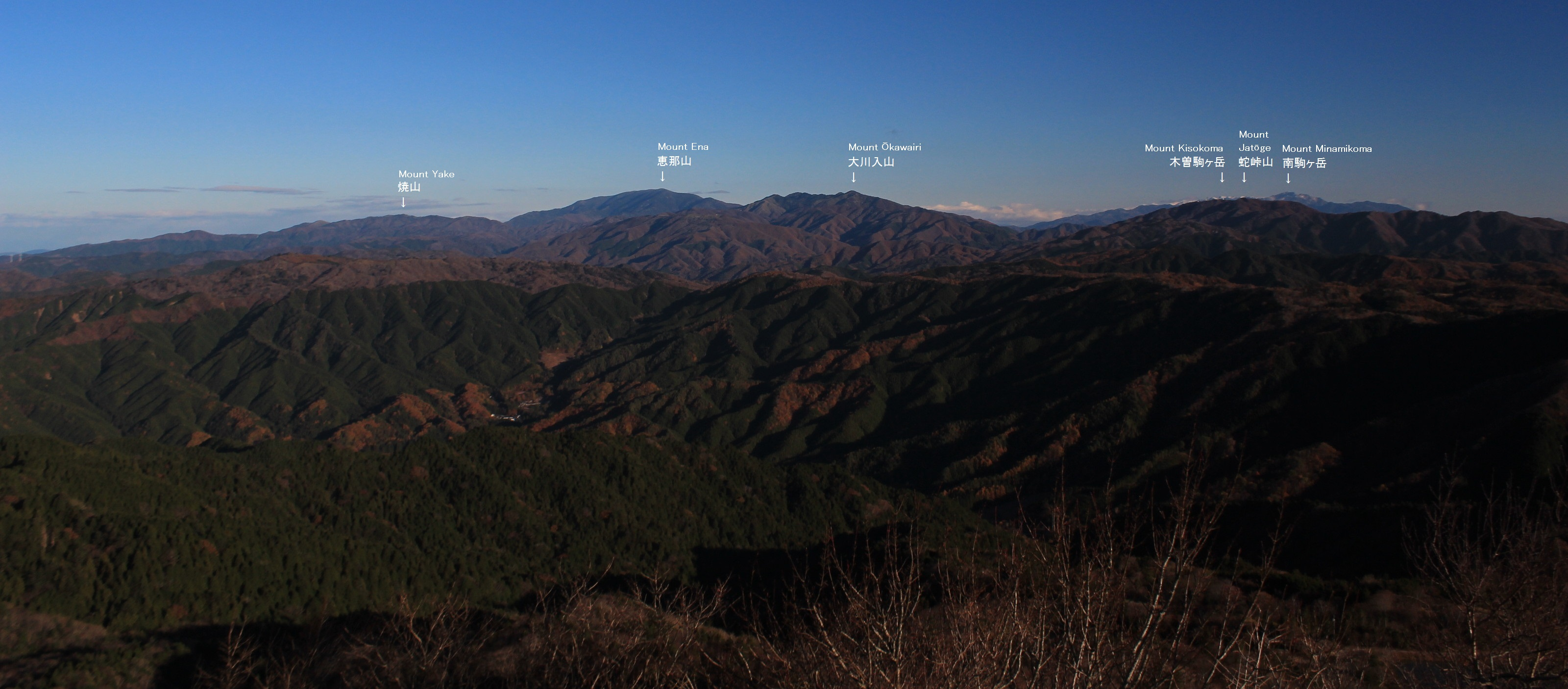
茶臼山から望む中央アルプス（左から焼山、恵那山、大川入山、蛇峠山）

大川入山と恵那山との間にある標高1,921 mのピーク（四等三角点、点名が「波合山」、標高1,921.10 m）は、恩田大川入山と呼ばれている。
| 山容 | 山名     | 標高 (m) | 三角点等級 基準点名               | 大川入山からの 方角と距離(km) | 備考                                            |
| --- | -------- | -------- | --------------------------------- | ----------------------------- | ----------------------------------------------- |
| 大川入山から望む恵那山（左奥）、手前に恩田大川入山、右奥に御嶽山（2013年11月24日）                       | 恵那山   | 2,191    | （一等）「恵那山」 （2,189.81 m） | 北北西 8.1                    | 日本百名山、信州百名山 新・花の百名山、ぎふ百山 |
| 恵那山から望む焼山（2010年12月12日）                                                                     | 焼山     | 1,709.17 | 三等 「焼山」                     | 西北西 7.6                    |                                                 |
| 茶臼山から望む大川入山（2013年11月12日）                                                                 | 大川入山 | 1,907.74 | 二等 「大川入」                   | 0                             | 信州百名山                                      |
| 大川入山から望む蛇峠山（2013年11月24日）                                                                 | 蛇峠山   | 1,663.58 | 二等 「蛇峠」                     | 南東 6.0                      |                                                 |
| 大川入山から望む三国山と大船山、その右側の大船牧場に上矢作風力発電所の13基の風車が並ぶ（2013年11月24日） | 三国山   | 1,161.62 | 二等 「三国」                     | 南西 12.7                     | 長野県と岐阜県と愛知県との国境                  |
| 大川入山（横岳付近）から望む茶臼山（2013年11月24日）                                                     | 茶臼山   | 1,415.23 | 二等 「茶臼山」                   | 南 17.2                       | 愛知県の最高峰                                  |

### 源流の河川
以下の太平洋側へ流れる河川の源流となる山である。
- 柳川 - 矢作川の支流[5]。三河湾へ流れる。
- 大川入川、治部坂川の支流 - 天竜川水系和知野川の支流[5]。遠州灘へ流れる。

### 周辺の峠
周辺には以下の峠がある。
- 治部坂峠 - 大川入山と蛇峠山との鞍部。標高1,187 m。国道153号が通る。
- 寒原峠 - 三階峰と松沢山との鞍部。標高1,073 m。国道153号が通る。

### 周辺のスキー場
周辺には以下のスキー場がある。
- 治部坂高原スキー場 - 大川入山の南東にある蛇峠山の北西山腹にある。
- あららぎ高原スキー場 - 大川入山の北東山腹にある。

### 交通・アクセス
東側の山麓に国道153号が通る。国道153号の治部坂の登山道入口にはデンソーリゾート治部坂こまくさの保養所がある。
- JR東海中央本線の中津川駅の南東18 kmに位置し[4]、JR東海飯田線の飯田駅の南西22 kmに位置する。
- 三遠南信自動車道とのジャンクションを兼ねた中央自動車道の飯田山本インターチェンジの南西14 kmに位置する。